# جائزة غروبر في علم الأعصاب
جائزة غروبر في علم الأعصاب، التي تأسست عام 2004، هي واحدة من ثلاث جوائز دولية بقيمة 500000 دولار أمريكي قدمتها مؤسسة غروبر، وهي منظمة غير ربحية مقرها جامعة ييل في نيو هيفن، كونيتيكت.

## المستلمون
- 2004 سيمور بنزر
- 2005 إريك كنودسن وماساكازو كونيشي
- 2006 ماساو إيتو وروجر نيكول، أخصائيو البيولوجيا العصبية الخلوية
- 2007 شيجيتادا ناكانيشي عالم الأعصاب الجزيئي، مدير معهد أوساكا للعلوم البيولوجية
- 2008 جون أوكيف، دكتوراه، أستاذ علم الأعصاب الإدراكي في يونيفرسيتي كوليدج لندن
- 2009 جيفري سي هول، أستاذ علم الوراثة العصبية بجامعة مين ؛ مايكل روسباش، أستاذ ومدير المركز الوطني لعلم الجينوم السلوكي بجامعة برانديز ؛ ومايكل يونغ، أستاذ ورئيس مختبر علم الوراثة في جامعة روكفلر
- 2010 روبرت هـ.ورتز، باحث متميز في المعاهد الوطنية للصحة في مختبر معهد العيون الوطني لأبحاث الاستشعار الحركي
- 2011 هدى الزغبي
- 2012 ليلي جان ويوه نونج جان، جامعة كاليفورنيا، سان فرانسيسكو
- 2013 حواء ماردر
- 2014 توماس جيسيل
- 2015 كارلا شاتز ومايكل جرينبيرج
- 2016 مو مينغ بو، معهد علم الأعصاب، الأكاديمية الصينية للعلوم وجامعة كاليفورنيا في بيركلي [1]
- 2017 جوشوا آر سانيس، مركز علم الأعصاب الدماغي، جامعة هارفارد [2]
- 2018 آن غريبيل ( معهد ماكغفرن لأبحاث الدماغ / معهد ماساتشوستس للتكنولوجيا )، أوكيهايد هيكوساكا ( المعهد الوطني للعيون / المعاهد الوطنية للصحة ) Wolfram Schultz [الإنجليزية] ( جامعة كامبريدج ) [3]
- 2019 جوزيف س. تاكاهاشي
- 2020 Friedrich Bonhoeffer [الإنجليزية] وكوري جودمان ومارك تيسييه لافين [4]
- 2021 كريستين بيتي وكريستوفر إيه والش

## روابط خارجية
- موقع ويب مؤسسة غروبر
- صفحة الترشيح لجوائز غروبر